# Gottesbild
Unter Gottesbild (Gottesbegriff) versteht man ein (inneres) Bild, das Menschen mit dem Begriff Gott verbinden, ein Konglomerat von Vorstellungen, Gefühlen, Assoziationen. In manchen Religionen gibt es auch körperliche Darstellungen des Göttlichen (ein Bildnis).

## Gottesbilder in der historischen Entwicklung
Ursprünglich waren Gottesbilder plastische oder gemalte Darstellungen von Göttern, die die Gottesvorstellung realistischer zum Ausdruck bringen sollten und meist kultisch verehrt wurden. Verbreitet waren sie vor allem in den antiken Religionen in Mesopotamien, Ägypten, im Orient, in Griechenland und in Rom.
Die jüdische Religion lehrt bis heute in ihren Schriften das Nichtanfertigen von Gottesbildern. Das Bilderverbot im Islam ist nicht im Koran belegt, lässt sich jedoch in der Hadith-Literatur seit dem 8. Jahrhundert nachweisen. Verschiedene Religionen erhoben den Anspruch, auf Gottesbilder zu verzichten – zum Beispiel der Zoroastrismus oder der Shintoismus –, brachten aber später Götterdarstellungen hervor.
Im Hinduismus und einigen Formen des Buddhismus sind Götterdarstellungen üblich.

## Jüdisch-christliche Gottesbilder

### Das Bilderverbot
In der jüdisch-christlichen Religion wird einerseits der von Gott geschaffene Mensch selbst als Ebenbild Gottes verstanden (vgl. Gen 1,27f.), andererseits wird in den Zehn Geboten ein Bilderverbot festgelegt (vgl. Exodus 20,4–5). Die Anbetung gebührt weder dem von Gott geschaffenen Menschen noch den von Menschen geschaffenen Abbildern, sondern Gott allein.

### Christliche Gottesbilder
Religionspsychologisch hält das Christentum es kaum für möglich, an einen Gott zu glauben, ohne sich auch ein Bild von ihm zu machen. Daher hat die christliche Theologie und Philosophie mehrere Mittel entwickelt, um die daraus entstehenden Gefahren zu minimieren.
Die Scholastik kannte die Triplex Via, die dreifache Transformation eines Begriffes, bevor er auf Gott angewendet werden konnte. Dies wurde auch als Analogie der Rede von Gott bezeichnet. Im Christentum setzte sich die Überzeugung durch, dass das rechte Gottesbild nur von Jesus Christus, dem „Ebenbild des unsichtbaren Gottes“ (Kol 1,15) und vom Neuen Testament her zu gewinnen ist. Wesentlicher Teil der Botschaft Jesu von Nazaret war die Verkündung eines Gottesbildes der Barmherzigkeit, bedingungslosen Liebe, Vergebungsbereitschaft und Gewaltfreiheit. Der Ernst menschlichen Fehlverhaltens wurde dabei keineswegs verharmlost, da Gott zugeschrieben wird, auch die menschliche Willensfreiheit zuzulassen.
Die christliche Vorstellung von Gott wurzelt in der biblischen Überlieferung des Alten und des Neuen Testaments. Die beiden grundlegenden „Bilder“, mit denen sich das Christentum eine Vorstellung von Gott macht, sind: Gott als Schöpfer sowie die Menschwerdung Gottes in Christus. Der Schöpfer (der Vater) als auch der Sohn Jesus offenbaren sich im heiligen Geist, um in geistiger Form gegenwärtig zu sein.
Im Alten Testament begegnet Gott in erster Linie als Schöpfer (Gen. 1+2), als eine alles bestimmende Wirklichkeit. In diesem Sinne wird er beschrieben als derjenige, der in seine Schöpfung hinein handelt und zwar in unterstützender Begleitung der an ihn Glaubenden. So erscheint der alttestamentliche Gott als Befreier (Exodus 3,14), als Beschützer des Volks Israel (Exodus 20), als helfender Begleiter (Gen. 12,1–5).
Im Neuen Testament tritt an die Stelle der exklusiven Bindung Gottes an Israel der Erlösungsgedanke für alle Menschen. Hier wird Gott als ein Gott aller Menschen, der sich in der Person Jesus Christus offenbart hat, gezeichnet. Die Grundaussage lautet nun: Gott ist Liebe (1. Joh 4,16 / Joh. 3,16).
Zwischen konservativen und progressiven Christen gibt es auch zum Teil unterschiedliche Glaubensmeinungen bezüglich des Gottesbildes: Den strafenden Gott (Buchhalter-Gott, Richter-Gott) auf der einen Seite und andererseits den liebenden, barmherzigen Gott („Abba“, der alle Sünden verzeihende Gott, den Jesus Christus im Vater Unser und in zahlreichen Gleichnissen darstellt).
Besonders nach der Kreuzigung und Auferstehung Jesu Christi und der Ausgießung des heiligen Geistes (zu Pfingsten) ist Jesus im heiligen Geist gegenwärtig (gemäß seiner Zusage, bei den Seinen zu sein bis ans Ende der Welt).
Künstler und Maler haben biblische Szenen, die mit Gott zu tun haben, immer wieder als Gemälde oder Skulpturen angefertigt. Diese Werke sind in der Regel nicht dazu geschaffen worden, dass sie angebetet werden.

## Theologische Begriffe
Dem scheinbaren Widerspruch zwischen Bildverbot und Ebenbild liegt ein ungenaues Textverständnis zugrunde. So benutzt der hebräische Originaltext an der erwähnten Stelle das Wort „zelem“ (Abbild, Ebenbild). In seinem philosophischen Hauptwerk Führer der Unschlüssigen zeigt Maimonides, dass dieser Begriff immer auf eine geistige Qualität hinweist, eine Essenz. Deshalb sei das Ebenbild Gottes im Menschen die menschliche Essenz, das bedeutet nicht die körperliche Gleichheit, sondern die menschliche Vernunft. Im Gegensatz dazu sind es das Bild (tmuna) und das (dreidimensionale) Standbild bzw. die Statue (pessel), welche nach jüdischem Verständnis und Glauben götzendienerischen Charakter haben und auch in der Form von Verboten im Dekalog explizit aufgeführt sind. Das Bilderverbot ist zunächst gemeint als Verbot, ein künstlerisches Abbild zum Zweck der kultischen Verehrung (Götzenbild) zu machen und richtet sich polemisch gegen eine entsprechende Fremdgötterverehrung. Die spätere theologische Interpretation u. a. bei Philo bezieht das Bilderverbot auch auf zu konkrete, anthropomorphe, körperliche und überhaupt unangemessene Gottesvorstellungen.

## Gottesbilder anderer Religionen
Der Hinduismus kennt viele verschiedene Götter und dementsprechend auch verschiedene Gottesbilder.
Der Buddhismus verzichtet ursprünglich auf Gottesbilder. Bisweilen tritt der vergöttlichte Buddha jedoch an deren Stelle.

## Philosophische Gottesbilder
Im Liber viginti quattor philosophorum (Buch der 24 Philosophen) aus dem späten 12. Jahrhundert werden verschiedene abstrakte Definitionen von Gott gegenübergestellt, wie z. B. die, dass Gott eine Kugel sei, deren Zentrum überall und deren Peripherie nirgends sei.
Dies ist ein Gedanke, der sich über Nicolaus Cusanus bis Blaise Pascal in seinen Pensées weiterentwickelt. Allerdings wird der Gedanke dabei stärker auf Naturphilosophie und Kosmologie als auf die Gotteslehre bezogen.

## Neuzeitliche Religionskritik und moderne Gottesbilder
Ludwig Feuerbach kritisierte Gottesbilder als Projektionen menschlicher Wünsche und Träume, Sigmund Freud als Bildungen der menschlichen Psyche. Friedrich Nietzsche sprach davon, der Mensch habe Gott getötet (durch Wissenschaft, Zweifel und Geschmack). Philosophen wie Albert Camus bezeichneten den Glauben an einen Gott als überflüssig bis unmöglich.
Diese Kritikpunkte sind an der modernen Theologie nicht spurlos vorübergegangen. Vor allem in den USA entstand deshalb die so genannte „Gott-ist-tot“-Theologie, in Deutschland aufgegriffen von Dorothee Sölle. Hier wurde versucht, ein Christentum ohne Gott zu etablieren.
Karl Barth und andere Theologen versuchten den religionskritischen Einwänden zu begegnen, indem sie darauf hinwiesen, dass jegliche Gottesbilder des Menschen zwecklos seien. Einzig das Gottesbild, das Gott in seiner Offenbarung durch Jesus Christus gezeichnet habe, sei wahrhaftig und falle nicht unter die religionskritischen Thesen.
Wolfhart Pannenberg hat darauf hingewiesen, dass die religiöse Dimension Teil des Menschen an sich sei. Der Mensch sei sozusagen dazu verdammt, sich Gedanken über das Transzendente zu machen und in diesem Sinne sich auch Gott vorzustellen, also Gottesbilder zu machen.

## Individuelle Gottesvorstellungen
Der Soziologe Edwin D. Starbuck analysierte Ende des 19. Jahrhunderts das persönliche Gottesbild der weißen protestantischen Gläubigen in den USA mit Hilfe einer Befragung und fand, dass ein Drittel bis ein Viertel der Befragten über die Erfahrung einer persönlichen Gemeinschaft mit Gott berichteten. Er interpretierte das als Ausdruck eines universellen Bedürfnisses nach Gemeinschaft und Freundschaft. Der Psychologe William James setzte diese Arbeit fort und unterschied verschiedene Frömmigkeitstypen und die zugehörigen Vorstellungen von einem wahrnehmbaren oder nicht wahrnehmbaren Gott. Er unterschied dabei u. a. Vorstellungen von gesunden und kranken, glücklichen und unglücklichen, bekehrten oder in mystischer Versenkung vertieften Menschen sowie Angehörigen verschiedener Religionen.